# Intimité (film, 1994)
Pour les articles homonymes, voir Intimité (homonymie).
Pour plus de détails, voir Fiche technique et Distribution.
Intimité est un film français réalisé par Dominik Moll et sorti en 1994.

## Fiche technique
- Titre : Intimité
- Réalisation : Dominik Moll
- Assistant réalisateur : Gilles Marchand
- Scénario : Dominik Moll, d'après une nouvelle de Jean-Paul Sartre[1]
- Photographie : Pierre Milon
- Décors : Christophe Fayette
- Costumes : Malika Bennis
- Son : François Maurel
- Montage : Thomas Bardinet
- Musique : Franck Ash, Philippe Ours et Philippe Razol
- Production : Sérénade Productions
- Pays d’origine :  France
- Genre : Drame
- Durée : 96 minutes
- Date de sortie : France - 30 mars 1994

## Distribution
- Christine Brücher
- Nathalie Krebs
- François Chattot
- Christian Izard
- Hélène Roussel
- Laure Werckmann